# Samura Kamara
Samura Kamara (Kemalo, 30 aprile 1951) è un politico ed economista sierraleonese.
Dal 2007 al 2009 ha ricoperto la carica di governatore della Banca centrale della Sierra Leone.
Ministro delle finanze dal 2009 al 2012 e ministro degli affari esteri dal 2012 al 2017 nei governi guidati da Ernest Bai Koroma, si candida in occasione delle elezioni presidenziali del 2018 con il sostegno del All People's Congress, formazione di orientamento socialista.
Nel dicembre 2023, la Corte d'appello di Samura Kamura, sottoposta a mandato d'arresto, ha ordinato l'arresto immediato di Samura Kamura, per il suo coinvolgimento in un caso relativo alla vendita di azioni di una società mineraria quando era ministro delle Finanze.